# الغزو المغولي لجاوة
كان الغزو المغولي لجاوة عملًا عسكريًا شنته سلالة يوان الحاكمة في الصين تحت قيادة قوبلاي خان لغزو جزيرة جاوة في إندونيسيا. أُرسل أسطول كبير لغزو جاوة في عام 1293، تألف الأخير من 20.000 إلى 30.000 جندي. كان الغزو بمثابة حملة عقابية ضد ملك سينغاساري كيرتاناغارا، الذي رفض إعلان الولاء لسلالة يوان، وتسبب بأذى كبير لأحد الوزراء. وانتهى بفشل أسرة يوان وانتصار سينغاساري.

## خلفية تاريخية
أرسل قوبلاي خان مؤسس سلالة يوان مبعوثين إلى العديد من الولايات للمطالبة باحترامه، ووضع أنفسهم تحت حمايته. وعندما أرسل قوبلاي أحد وزرائه إلى جزيرة جاوة (مين شي، أو مينغ كي)، لم يُستقبَل الوزير بشكل جيد في جاوة، إذ شعر ملك سينغاساري كيرتاناغارا بالإهانة من عرض المبعوثين، ما دفعه إلى تشويه وجه الوزيرة بالمكواة وقطع أذنيه، بالطريقة نفسها التي كانوا يتعاملون فيها مع اللصوص. صُدِم قوبلاي خان وأمر بحملة عقابية ضد كيرتاناغارا، الذي وصفه بأنه بربري في عام 1292. كان للحملة أيضًا أهداف أخرى. وفقًا لقوبلاي خان نفسه، إذا تمكنت القوات التابعة لسلالة يوان من هزيمة جاوة، سترضخ الدول الأخرى المحيطة بها لسلطتهم أيضًا، ما يعني سيطرة سلالة يوان على طرق التجارة البحرية الآسيوية، بسبب الموقع الجغرافي الاستراتيجي للأرخبيل في التجارة.
وفقًا لتاريخ سلالة يوان (يوان شي)، جُمِع 20.000 إلى 30.000 رجل من فوجيان، وجيانغشي، وهوغوانغ في جنوب الصين، جنبًا إلى جنب مع 1000 سفينة ومؤن كافية لمدة عام، تحت قيادة الضباط: المغولي شي-بي، واليوغوري آيك ميس (الذي كان متمرسًا في الحملات الخارجية) والمنتمي لشعب الهان غاوكسينغ.
أصبحت مملكة سينغاساري في ذلك الوقت أقوى مملكة في المنطقة، بعد هزيمة مملكة مالايو دارماسيريا في سومطرة عام 1290. أرسل كيرتاناغارا جيشًا هائلًا إلى سومطرة في حملة بامالايا هذه. اغتنم دوق كيديري (ولاية تابعة لسينغاساري) جاياكاتوانغ فرصة عدم وجود جيش يحرس العاصمة في عام 1292، وبدأ حملة تمرد ضد حكم كيرتاناغارا، ساعد الوصي على عرش سومينيب من جزيرة مادورا آريا ويراراغا جاياكاتوانغ في تمرده، إذ لطالما كره ويراراغا كيرتاناغارا سراً.
هاجم جيش كيديري سينغاساري في وقت واحد من الجانبين الشمالي والجنوبي. لاحظ الملك الغزو من الجهة الشمالية فقط، فأرسل صهره ناراريا سانغراماويغايا (رادين ويجايا) شمالًا للتصدي للتمرد. أُحبِط الهجوم الشمالي، ولكن الملك لم يكتشف الهجوم الجنوبي حتى وصلت القوات إلى العاصمة كوتاراجا ونهبتها. قُتِل كيرتاناغارا على يد جاياكاتوانغ خلال حفل تنترا المقدس، ووضع نهاية لمملكة سينغاساري.
حاول ريدن ويجايا العودة والدفاع عن سينغاساري، بعد أن تلقى أخبار سقوط العاصمة كوتاراجا في يد كيديري، ولكنه فشل في مسعاه. ذهب برفقة زملائه الثلاثة (رانغالاوي، وسورا، ونامبي) إلى منفاهم في مادورا تحت حماية آريا ويراراجا والد نامبي، الذي غير موقفه وتحالف مع جاياكاتوانغ. سُلِم صهر كيرتاناغارا رادين ويجايا إلى كيديري بوساطة من آريا ويراراجا، وحصل على عفو من جاياكاتوانغ. ثم مُنح ويجايا الإذن بإنشاء مستوطنة جديدة في غابة طارق. سُميت المستوطنة الجديدة ماجاباهيت، وأُخِذ اسمها من فاكهة ماجا ذات المذاق المر (ماجا هو اسم الفاكهة، وباهيت تعني مر).

### التكوين العسكري
اختار قوبلاي قوات من جنوب الصين لأنها كانت مدرعة بشكل خفيف نسبيًا. اُعتبرَت الدروع الخفيفة أكثر ملاءمة من الدروع الثقيلة في جافا. كانت جافا (كما أشار خان نفسه) ذات طبيعة استوائية. تألف الجيش من 5000 رجل بقيادة شي بي، و2000 من الحامية في مقاطعة فوجيان، وجنود آخرين من مقاطعات جيانغشي، وفوجيان، وهوغوانغ. تكون المركز من جيش هان الشمالي، بينما كان الباقي من سلالة سونغ الجنوبية السابقة، وكانوا جميعًا على دراية بالبيئة الرطبة والحارة والممطرة في الجنوب. بلغت نسبة الدروع في جيش يوان 20٪ فقط، مع نسبة أعلى قليلًا في جيش الصين الشمالي. حمل المقاتلون أقواس، ودروع، وأسلحة باليستية أخرى. تسلح حراس المشاة المدرعون خلفهم بالرماح والفؤوس الثقيلة. امتطى الجنود المغول الخيول. ذكر تاريخ يوان أيضًا استخدام أسلحة البارود (المدافع أو بالصينية باو)، لم يُذكَر نوع السفن المستخدمة في الحملة في يوانشي، بلغ عرض سفن يوان بحسب تقديرات وورسستر حوالي 11 مترًا (36 قدمًا)، وطولها أكثر من 30 مترًا (100 قدمًا). وبالمقارنة بين عدد السفن ومجموع الجنود، نستنتج أن كل سفينة حملت حوالي 20-30 رجلاً.
سجل تاريخ يوان أن الجيش الجاوي تكون من أكثر من 100000 رجل. يُعتقد الآن أن هذا رقم مبالغ فيه أو خاطئ. بلغ عدد جنود قوات جزيرة جاوة بحسب التقديرات الحديثة حوالي 20.000 إلى 30.000 رجل، أي بحجم جيش المغول تقريبًا. كانت القوات العسكرية في الأجزاء المختلفة من جنوب شرق آسيا مدرعة بشكل خفيف. تشكلت معظم القوات الجاوية من عامة الناس المجندين مؤقتًا بقيادة المحاربين والنبلاء، كما كان شائعًا في جنوب شرق آسيا. ورغم ذلك كانت البحرية الجاوية أكثر تقدمًا من البحرية الصينية. بلغ طول السفن الجاوية أكثر من 50 مترًا (164 قدمًا)، وكانت قادرة على حمل 500-1000 رجل، ومبنية من ألواح سميكة متعددة، ما جعل المدفعية عديمة الفائدة.